# Province d'Acomayo
La province d'Acomayo (en espagnol : Provincia de Acomayo) est l'une des treize provinces de la région de Cuzco, au sud du Pérou. Son chef-lieu est la ville d'Acomayo.
Elle a été créée le 21 juin 1825 par décret de Simón Bolívar puis déclarée province de la région de Cusco le 23 février 1861.

## Toponymie
Acomayo signifie « rivière de sable » en quechua.

## Géographie
La province couvre une superficie de 948,22 km2. Elle est limitée au nord par la province de Quispicanchi, à l'est par la province de Canchis, au sud par la province de Canas et la province de Chumbivilcas et à l'ouest par la province de Paruro.

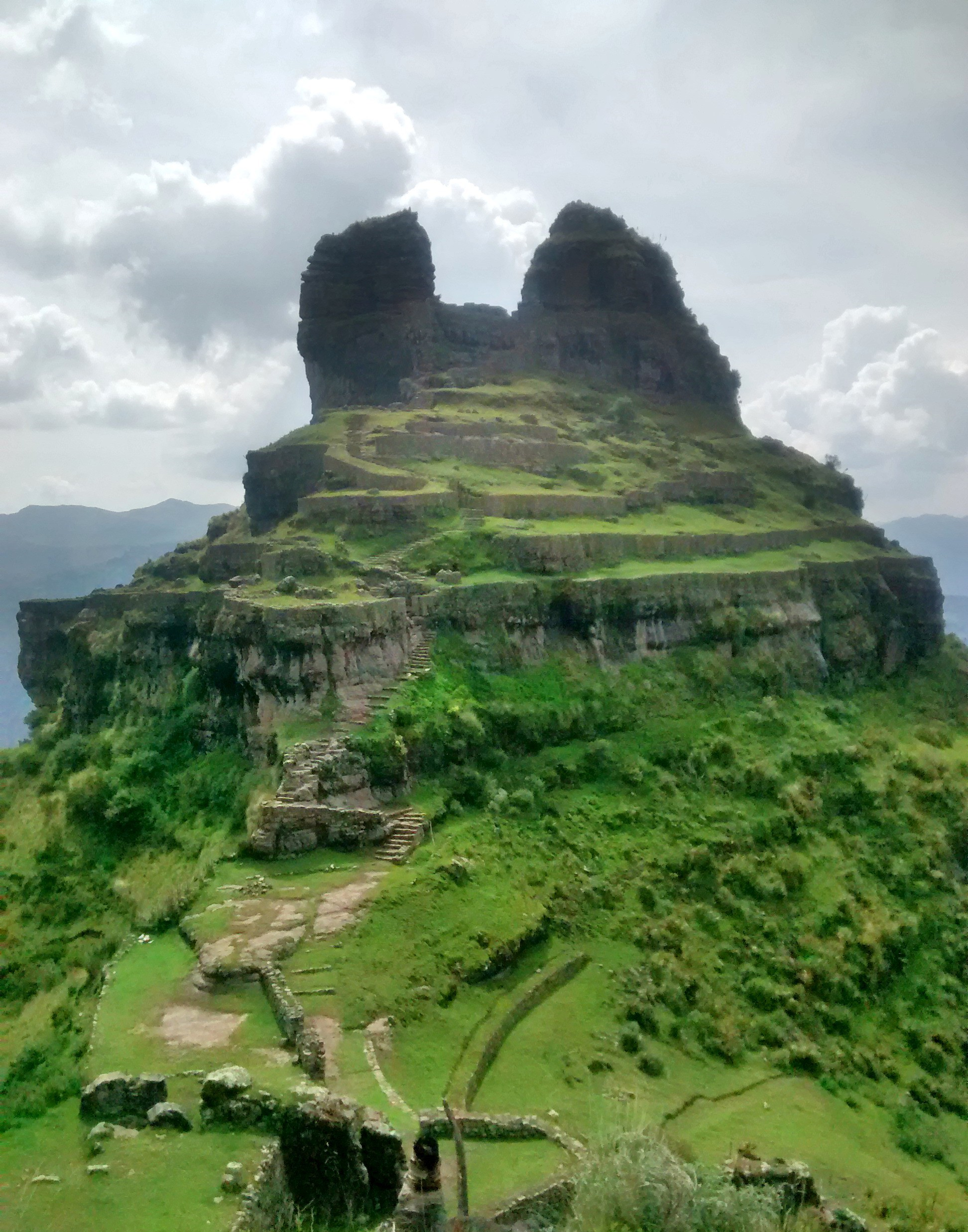
Site archéologique de Huacrapucará dans le district d'Acos.

## Population
La population de la province s'élevait à 27 704 habitants en 2005.

## Subdivisions
La province d'Acomayo est divisée en sept districts :
- Acomayo
- Acopia
- Acos
- Mosoc Llacta
- Pomacanchi
- Rondocan
- Sangarará